# 14054 Душек
14054 Душек  (14054 Dušek) — астероїд головного поясу, відкритий 12 січня 1996 року.
Тіссеранів параметр щодо Юпітера — 3,488.